# Frankfurt Lokalbahnhof
Der historische Frankfurter Lokalbahnhof diente von 1848 bis 1955 der Frankfurt-Offenbacher Lokalbahn. Er lag nördlich der Heisterstraße an der Darmstädter Landstraße.

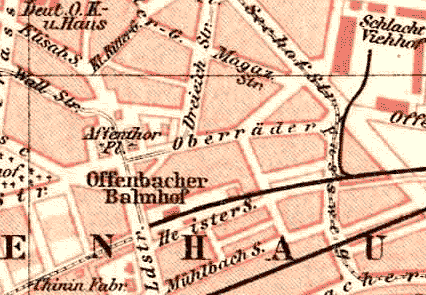
Der Lokalbahnhof, hier noch als Offenbacher Bahnhof, auf einem Stadtplan von 1893.

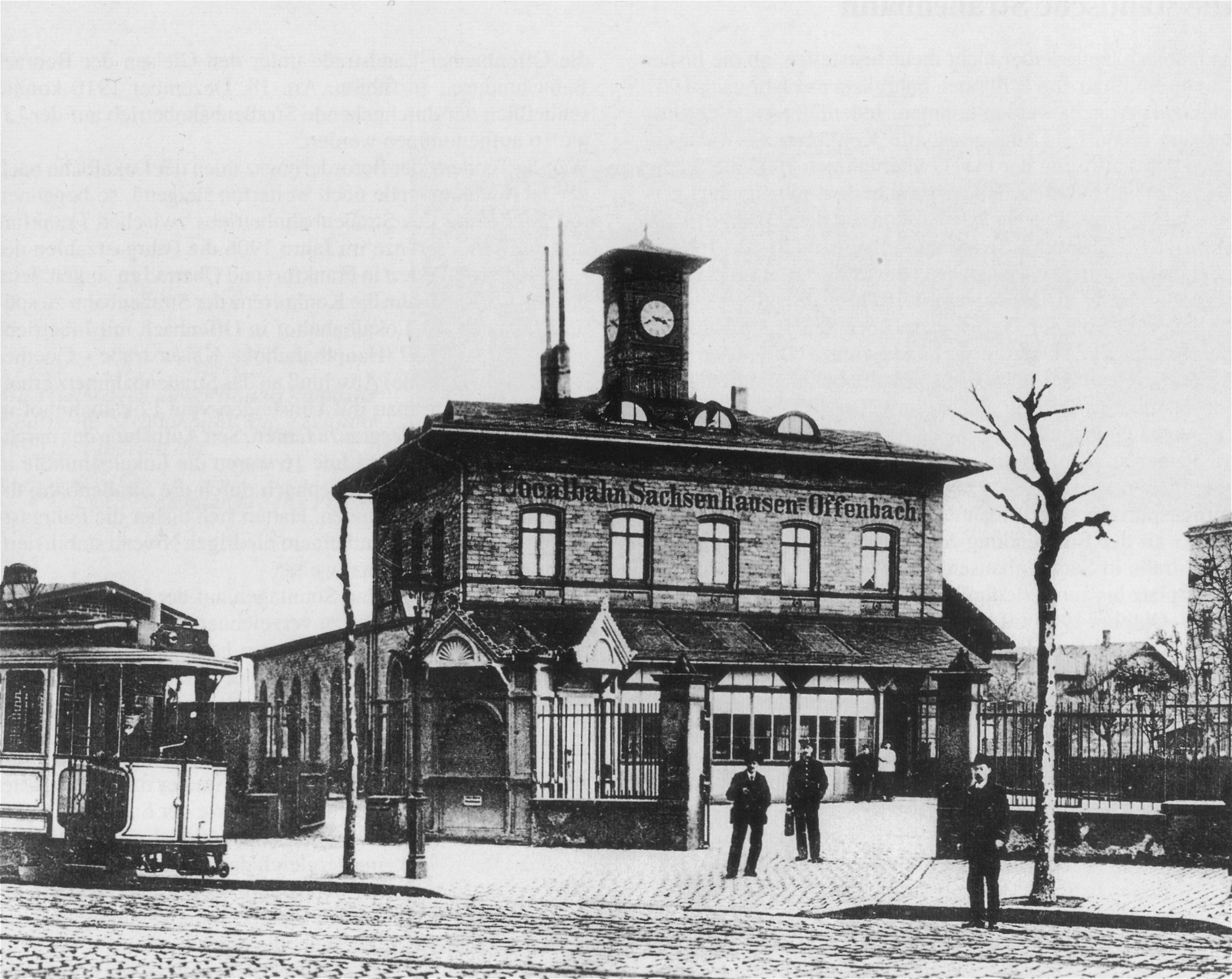
Der Frankfurter Lokalbahnhof um 1900

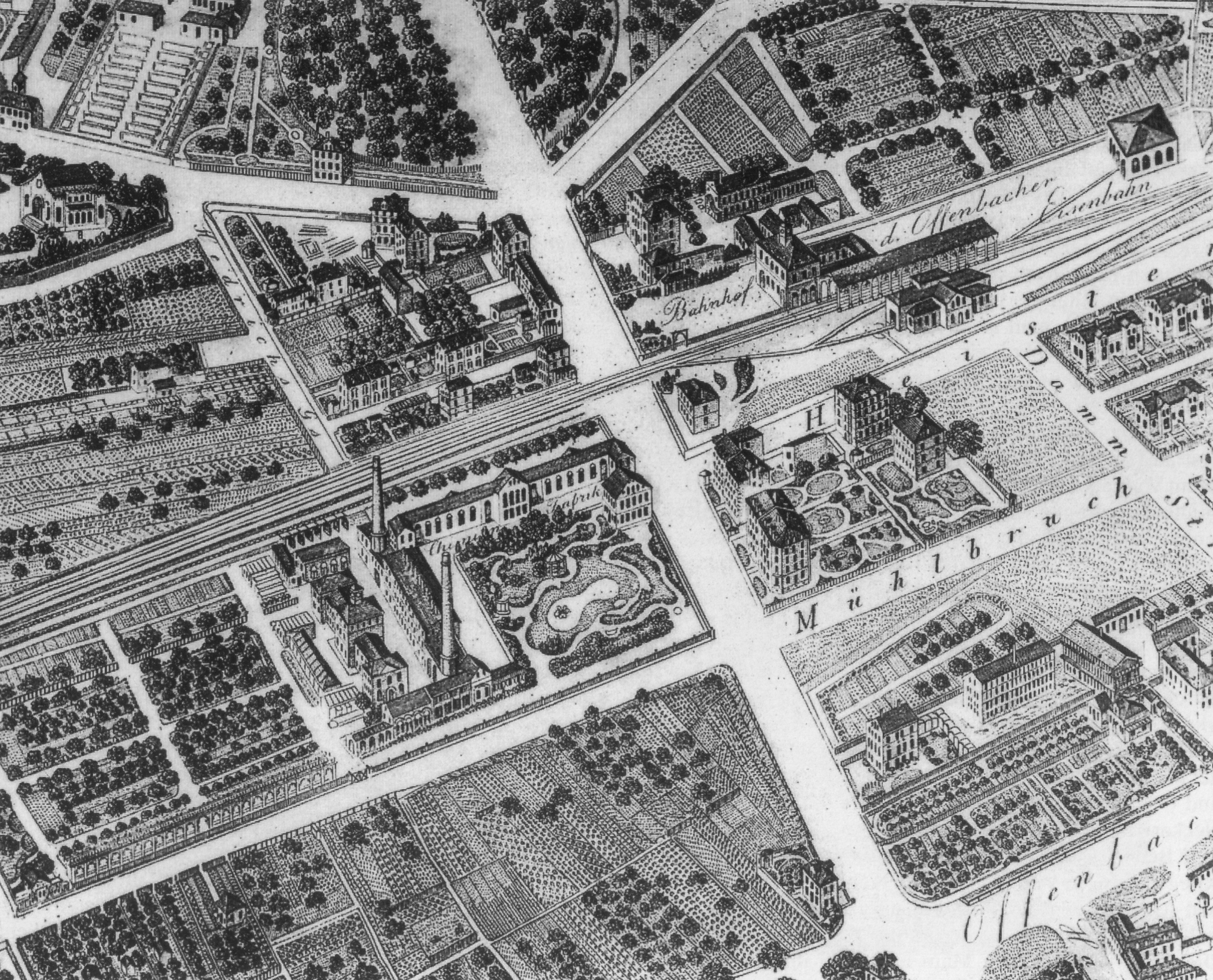
Der Bahnhof vor Errichtung der Bebraer Bahn

Der Bahnhof wurde als Endbahnhof der Frankfurt-Offenbacher Lokalbahn zwischen 1843 und 1846 errichtet und als Bahnhof Sachsenhausen eröffnet. Sein Name wechselte mehrfach: 1876 erhielt er den Namen Offenbacher Bahnhof, ab 1900: Sachsenhausen-Lokalbahn, 1910 hieß er Frankfurt (M-Lokalbahnhof)-Offenbach, ab 1920: Frankfurt (M-Lokalbahnhof).

## Geschichte
Da es bei der Aufnahme des Betriebs der Frankfurt-Offenbacher Lokalbahn Schwierigkeiten gab, wurde die Anlage zunächst an die Main-Neckar-Eisenbahn-Gesellschaft vermietet, die den Bahnhof als Endpunkt ihrer von Heidelberg kommenden Strecke nutzte, solange die erste Main-Neckar-Brücke (an der Stelle der heutigen Friedensbrücke) und damit die Zufahrt zum nordmainisch gelegenen Main-Neckar-Bahnhof noch nicht fertiggestellt war. Um den Lokalbahnhof von der Bahnstrecke Frankfurt am Main–Heidelberg („Main-Neckar-Bahn“) aus zu erreichen, musste allerdings der Betriebsbahnhof Mainspitze, eine Spitzkehre, durchfahren werden. Dieses Provisorium dauerte bis zum 15. November 1848, als die alte Main-Neckar-Brücke in Betrieb ging.
Zuvor schon, ab dem 9. März 1848, wurde – nach langen Verzögerungen – der planmäßige Verkehr zwischen Offenbach und Sachsenhausen aufgenommen. Es verkehrten zunächst vier Zugpaare nach einem provisorischen Fahrplan. Offiziell wurde der Betrieb schließlich am 16. April 1848 mit zehn Zugpaaren pro Tag aufgenommen, an Sonn- und Feiertagen verkehrten jeweils elf.
Zunächst fuhren Züge der Lokalbahn, von Offenbach kommend, auch in das anschließende Netz weiter, insbesondere zum Main-Neckar-Bahnhof. Bedingt durch die Eröffnung der Frankfurt-Bebraer Eisenbahn aber beschränkte sich der vom Lokalbahnhof ausgehende Verkehr seit Ende 1875 ausschließlich auf die Verbindung nach Offenbach. Das nach Westen weiterführende Gleis wurde abgebrochen. Der Bahnhof wurde zum Kopfbahnhof. Der Bahnhof hatte also nur noch lokale Bedeutung und erfuhr kaum noch Veränderungen.
Im Zweiten Weltkrieg zerstörten Bombenangriffe das Empfangsgebäude. Kriegsbedingt wurde der Betrieb vom 28. August 1944 bis zum 2. Dezember 1946 eingestellt. Die Deutsche Bundesbahn beschloss die Stilllegung der durch die parallel verlaufende Bebraer Bahn und die Städtische Straßenbahn völlig unrentabel gewordenen Strecke zum 1. Oktober 1955. Im Sommer 1956 wurde das Empfangsgebäude weitgehend abgebrochen. 
1970 wurde das ehemalige Bahnhofsgelände mit einem Hochhaus bebaut. Dieses enthält zurzeit neben Büros im Erdgeschoss einige Geschäfte. Gleichzeitig mit dem Bau des Hochhauses wurden die Straßenbahngleise der nach Oberrad und Offenbach führenden Straßenbahnlinie aus der Offenbacher Landstraße herausgenommen und auf das ehemalige Gleisfeld des Lokalbahnhofes verlegt. An der neuen Straßenbahnstation wurde ein Gleisdreieck angelegt, das aber heute nicht mehr planmäßig genutzt wird, da in Frankfurt keine Einrichtungswagen mehr im Linieneinsatz sind.
Seit 1990 existiert südlich des ehemaligen Lokalbahnhofes eine S-Bahn-Station gleichen Namens.